# Джузепе Коломбо
Джузепе Коломбо (на италиански: Giuseppe Colombo), по-известен с прякора си Бепи Коломбо, е италиански учен, математик и инженер в Падуанския университет, Италия. Добре познат е с изследванията си върху планетата Меркурий и по-точно как космически кораб да влезе в резонансна орбита на планетата с многобройни прелитания около нея. Тези изследвания помагат на апарата Маринър 10 до влезе в орбита около Меркурий.
Ученият е направил и множество изследвания, свързани с пръстените на Сатурн, най-вече с наблюдения от Земята, в ера преди космическите изследвания да достигнат външната Слънчева система. Участвал е планирането на полета на Джото до Халеевата комета, но умира преди изстрелването на сондата.
Апаратът BepiColombo е наименуван в негова чест, както и един от по-светлите участъци в пръстените на Сатурн.